# Roteador sem fio

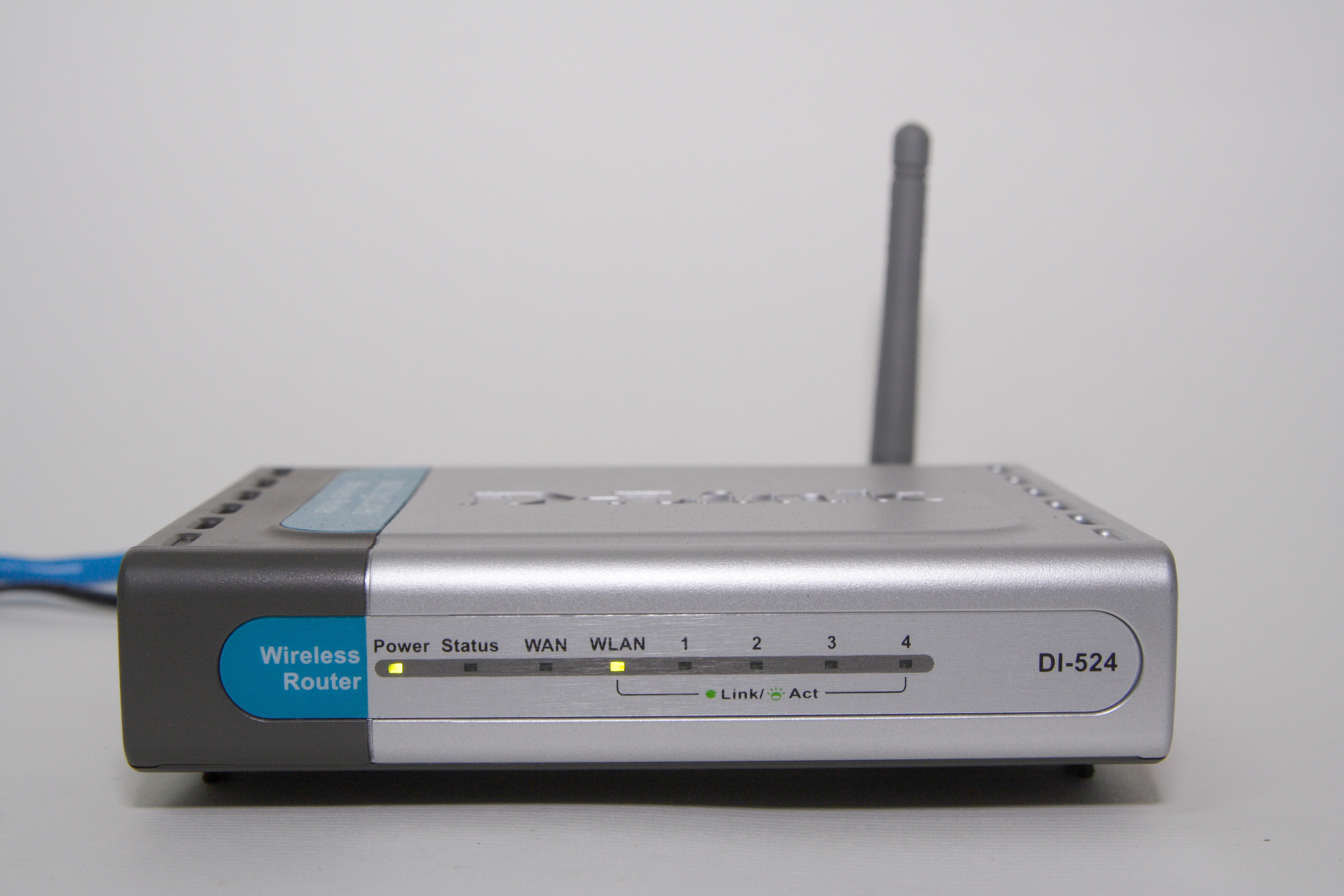
Um exemplo inicial de um roteador sem fio

Um roteador sem fio é um dispositivo que executa as funções de um roteador e também inclui as funções de um ponto de acesso sem fio. É usado para fornecer acesso à internet ou a uma rede de computadores privada. Dependendo do fabricante e do modelo, ele pode funcionar em uma rede local com fio, em uma LAN somente sem fio ou em uma rede mista com fio e sem fio.

## Recursos
Os roteadores sem fio geralmente apresentam um ou mais controladores de interface de rede que suportam portas Fast Ethernet ou Gigabit Ethernet integradas ao sistema principal em um chip (SoC) em torno do qual o roteador é construído. Um switch Ethernet conforme descrito no IEEE 802.1Q pode interconectar várias portas. Alguns roteadores implementam agregação de link através do qual duas ou mais portas podem ser usadas juntas, melhorando o rendimento e a redundância.
Todos os roteadores sem fio possuem um ou mais controladores de interface de rede sem fio. Estes também são integrados ao SoC principal ou podem ser chips separados na placa de circuito impresso. Também pode ser uma placa distinta conectada por uma interface MiniPCI ou MiniPCIe. Alguns roteadores sem fio de banda dupla operam o 2.4 GHz e 5 bandas de GHz simultaneamente. Os controladores sem fio suportam uma parte da família padrão IEEE 802.11 e muitos roteadores sem fio de banda dupla têm taxas de transferência de dados superiores a 300 Mbit/s (Para 2,4 banda GHz) e 450 Mbit/s (Para 5 banda GHz). Alguns roteadores sem fio fornecem múltiplos fluxos permitindo múltiplas taxas de transferência de dados (por exemplo, um roteador sem fio de três fluxos permite transferências de até 1,3 Gbit/s no 5 bandas de GHz).
Alguns roteadores sem fio possuem uma ou duas portas USB. Eles podem ser usados para conectar uma impressora ou unidade de disco rígido externa móvel ou desktop para ser usado como um recurso compartilhado na rede. Uma porta USB também pode ser usada para conectar o modem de banda larga móvel, além de conectar o roteador sem fio a uma Ethernet com xDSL ou modem a cabo. Um adaptador USB de banda larga móvel pode ser conectado ao roteador para compartilhar a conexão de Internet de banda larga móvel por meio da rede sem fio. Alguns roteadores sem fio vêm com modem xDSL, modem DOCSIS, modem LTE ou modem de fibra óptica integrado.
O botão de clonagem de Wi-Fi simplifica a configuração de Wi-Fi e cria uma rede doméstica unificada perfeita, habilitando o Super Range Extension, o que significa que ele pode copiar automaticamente o SSID e a senha do seu roteador.

## Sistema operacional

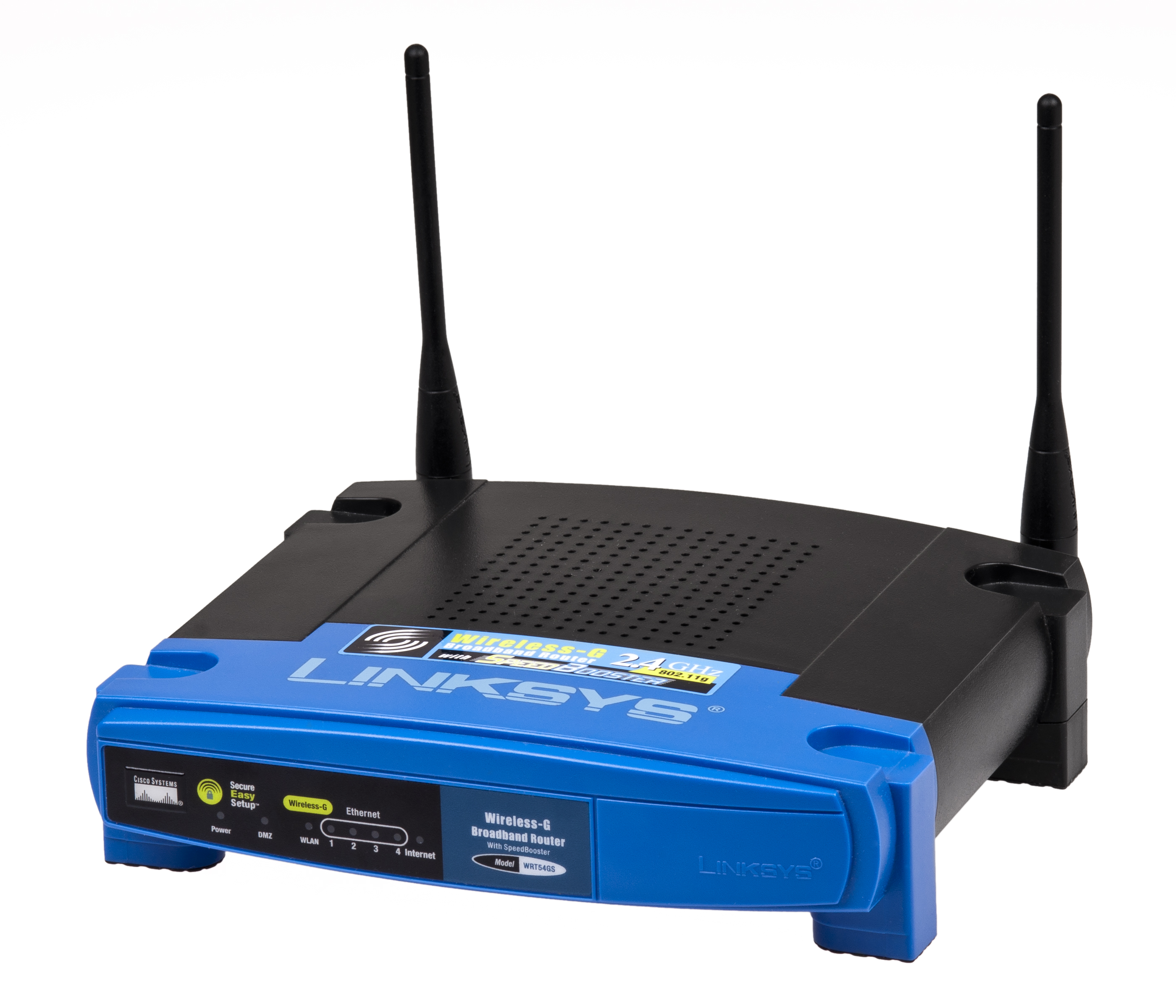
O roteador sem fio WRT54G suporta apenas 802.11b 802.11g. Seu firmware OEM deu origem ao OpenWrt

O sistema operacional mais comum nesses dispositivos incorporados é o Linux. Com menos frequência, o VxWorks é usado. Os dispositivos são configurados em uma interface de usuário da web servida por um software de servidor web leve em execução no dispositivo. É possível que um computador executando um sistema operacional de desktop com software apropriado funcione como um roteador sem fio. Isso é comumente chamado de SoftAP.
Em 2003, a Linksys foi forçada a abrir o firmware de sua série de roteadores WRT54G (os roteadores mais vendidos de todos os tempos) depois que as pessoas na lista de discussão do kernel Linux descobriram que ele usava o código GPL Linux. Em 2008, a Cisco foi processada na Free Software Foundation, Inc. v. Cisco Systems, Inc devido a problemas semelhantes com roteadores Linksys. Desde então, vários projetos de código aberto foram construídos sobre essa base, incluindo OpenWrt, DD-WRT e Tomato.
Em 2016, vários fabricantes mudaram seu firmware para bloquear instalações personalizadas após uma decisão da FCC. No entanto, algumas empresas planejam continuar a oferecer suporte oficial a firmware de código aberto, incluindo Linksys e Asus.